# Rhacocleis trilobata
Rhacocleis trilobata is een rechtvleugelig insect uit de familie sabelsprinkhanen (Tettigoniidae). De wetenschappelijke naam van deze soort is voor het eerst geldig gepubliceerd in 1974 door La Greca & Messina.
1. ↑  (en) Rhacocleis trilobata op de IUCN Red List of Threatened Species.